# (883) Matterania
(883) Matterania – planetoida z pasa głównego asteroid.

## Odkrycie
Została odkryta 14 września 1917 roku w Landessternwarte Heidelberg-Königstuhl w Heidelbergu przez Maxa Wolfa. Niezależnie odkrył ją Richard Schorr w obserwatorium w Hamburgu tej samej nocy. Nazwa pochodzi od Augusta Mattera, wytwórcy fotograficznych płytek, z których korzystał Max Wolf. Przed nadaniem nazwy planetoida nosiła oznaczenie tymczasowe (883) 1917 CP.

## Orbita
(883) Matterania okrąża Słońce w ciągu 3 lat i 128 dni w średniej odległości 2,24 au. Planetoida należy do rodziny planetoidy Flora nazywanej też czasem rodziną Ariadne.